# براد ميلر (لاعب كرة قاعدة)
براد ميلر (بالإنجليزية: Brad Miller)‏ هو لاعب كرة قاعدة أمريكي، ولد في 18 أكتوبر 1989 في أورلاندو في الولايات المتحدة.

## وصلات خارجية
- براد ميلر على موقع دوري كرة القاعدة الرئيسي (الإنجليزية)
- براد ميلر على موقعبيزبول رفرنس.كوم (الدوري الرئيسي) (الإنجليزية)
- براد ميلر على موقعبيزبول رفرنس.كوم (الدوري الثانوي) (الإنجليزية)
- براد ميلر على موقع إي إس بي إن.كوم (أم.أل.بي) (الإنجليزية)
- براد ميلر على موقع مشجعي الرسوم البيانية (الإنجليزية)